# Perityle crassifolia
Perityle crassifolia là một loài thực vật có hoa trong họ Cúc. Loài này được Brandegee mô tả khoa học đầu tiên năm 1891.